# Franciszek Ksawery Kurkowski
Franciszek Ksawery Kurkowski, ang. Francis Xavier Kurkowski (ur. 1 grudnia 1884 w Hłomczy, zm. 11 grudnia 1945 w Forest City) – polski duchowny rzymskokatolicki, szambelan papieski dla Polonii amerykańskiej.

## Życiorys
Urodził się jako Ksawery Kurkowski 1 grudnia 1884 w Hłomczy w rodzinie Stanisława (tamtejszy mechanik) i Albiny z domu Wójcik. Miał siostrę Joannę (1881-1972, żona Józefa Kędzierskiego).
W 1905 ukończył C. K. Gimnazjum w Sanoku bez zdania egzaminu dojrzałości (w jego klasie byli Stanisław Beksiński, Józef Dwernicki, Janusz Ostrowski). Został absolwentem studiów w Hochschule für Bodenkultur w Wiedniu (Bodeninstitut) uzyskując tytuł inżyniera geodety.
Przeniósł się do Stanów Zjednoczonych i został duchownym rzymskokatolickim. Jako nowo wyświęcony kapłan został przydzielony do parafii Najświętszego Serca Pana Jezusa w Dupont w stanie Pensylwania w diecezji skrantońskiej na stanowisko asystenta proboszcza. 1 stycznia 1916 doszło do zamieszek wywołanych przez niezadowolonych z tego faktu wiernych (w wyniku zajść 71 osób zostało aresztowanych, dwie hospitalizowane, a jedna zmarła). 9 marca 1916 mianowany tam proboszczem parafii Najświętszego Serca Pana Jezusa w Dupont i pełnił ten urząd do 1938. Parafianie-dysydenci przyłączyli się do Polskiego Narodowego Kościoła Katolickiego z siedzibą w Scranton. Dzięki staraniom ks. Kurkowskiego w 1916 siostry bernardynki ze zgromadzenia św. Franciszka zastąpiły nauczycieli świeckich w miejscowej szkole. Podczas trwającej I wojny światowej ksiądz Kurkowski udzielał się czynnie w akcji naboru ochotników do Armii Polskiej we Francji, za co później został odznaczony Mieczami Hallerowskimi. Otrzymał tytuł szambelana papieskiego dla Polonii amerykańskiej. Był przewodniczącym amerykańsko-polskiego komitetu odbudowy zamku i katedry na Wawelu. Później pełnił funkcję proboszcza parafii w Pittsburghu. Od lutego 1942 był proboszczem parafii Najświętszego Serca Pana Jezusa w Forest City. Za jego sprawą od sierpnia 1942 prowadzono renowację klasztoru, remont plebanii i inne prace w infrastrukturze parafii. Po jego zaproszeniu powróciły do Forest City po 18 latach nieobecności siostry bernardynki celem nauczania w szkole. Zmarł w wieku 61 lat w nocy 11 grudnia 1945 na plebanii w Forest City na atak serca. Pogrzeb odbył się w sobotę 15 grudnia 1945.